# 格勒尔斯多夫 (奥地利)
格勒尔斯多夫（德語：Göllersdorf）是奥地利下奥地利州霍拉布伦县的一个市镇。总面积59.56平方公里，总人口2934人，人口密度49.3人/平方公里（2005年）。